# 正味
| ウィキペディアには「正味」という見出しの百科事典記事はありません（タイトルに「正味」を含むページの一覧/「正味」で始まるページの一覧）。 代わりにウィクショナリーのページ「正味」が役に立つかもしれません。 |